# 2067 Aksnes
A 2067 Aksnes (ideiglenes jelöléssel 1936 DD) egy kisbolygó a Naprendszerben. Yrjö Väisälä fedezte fel 1936. február 23-án.